# Puccinia cymbopogonis
Puccinia cymbopogonis ist eine Ständerpilzart aus der Ordnung der Rostpilze (Pucciniales). Der Pilz ist ein Endoparasit des Süßgrases Cymbopogon citratus. Symptome des Befalls durch die Art sind Rostflecken und Pusteln auf den Blattoberflächen der Wirtspflanzen. Sie ist im Afrika südlich der Sahara verbreitet.

## Merkmale

### Makroskopische Merkmale
Puccinia cymbopogonis ist mit bloßem Auge nur anhand der auf der Oberfläche des Wirtes hervortretenden Sporenlager zu erkennen. Sie wachsen in Nestern, die als gelbliche bis braune Flecken und Pusteln auf den Blattoberflächen erscheinen.

### Mikroskopische Merkmale
Das Myzel von Puccinia cymbopogonis wächst wie bei allen Puccinia-Arten interzellulär und bildet Saugfäden, die in das Speichergewebe des Wirtes wachsen. Aecien oder Spermogonien der Art sind nicht bekannt. Die zimt- bis gelbbraunen Uredien des Pilzes wachsen unterseitig auf den Wirtsblättern. Ihre goldenen bis dunkel zimtbraunen Uredosporen sind 23–29 × 19–24 µm groß, kugelig bis oval und fein runzelig. Die blattunterseitig wachsenden Telien der Art sind schwarzbraun, pulverig und früh offenliegend. Die hell kastanienbraunen Teliosporen sind zweizellig, in der Regel breitellipsoid und 35–42 × 24–30 µm groß. Ihre Stiele sind gelblich bis hyalin und bis zu 80 µm lang.

## Verbreitung
Das bekannte Verbreitungsgebiet von Puccinia cymbopogonis umfasst das zentrale und südliche Afrika.

## Ökologie
Die Wirtspflanze von Puccinia cymbopogonis ist Zitronengras. Der Pilz ernährt sich von den im Speichergewebe der Pflanzen vorhandenen Nährstoffen, seine Sporenlager brechen später durch die Blattoberfläche und setzen Sporen frei. Die Art verfügt über einen Entwicklungszyklus, von dem bislang lediglich Telien und Uredien sowie deren Wirt bekannt sind; Spermogonien und Aecien konnten dem Pilz nicht zugeordnet werden.